# Nené (football, 1942)
Pour les articles homonymes, voir Nene.
 (septembre 2016).
Si vous disposez d'ouvrages ou d'articles de référence ou si vous connaissez des sites web de qualité traitant du thème abordé ici, merci de compléter l'article en donnant les références utiles à sa vérifiabilité et en les liant à la section « Notes et références ».
Pour les articles homonymes, voir Nene.
Claudio Olinto de Carvalho, plus connu sous le nom de Nené, né le 1er février 1942 à Santos dans l'état de São Paulo et mort le 3 septembre 2016 à Capoterra en Italie, est un joueur de football brésilien devenu par la suite entraîneur, qui évoluait au poste de milieu de terrain.
Il fut en réalité avant-centre à Santos puis ailier droit et milieu offensif à Cagliari.

## Biographie

### Joueur
Fils d'Herminio Olinto de Carvalho, également connu comme Nené (ex-arrière latéral et capitaine de Santos durant les années 1950), et de Ruth de Jesus Ribeiro da Silva, il est repéré par Santos par un entraîneur l'ayant vu jouer dans son quartier. Il fut pris en test puis se retrouva directement en équipe première.
Il évolue alors avec des joueurs comme Pelé, Pepe, Zito, Mengálvio, Lima, Dorval, Coutinho ou encore Angelo Benedicto Sormani. Il remporta en tout 2 Copa Libertadores (1962 et 1963), la Coupe intercontinentale 1962, 2 Taça Brasil (1961 et 1962), 2 championnat Paulista (1961-62), ainsi que le Tournoi Rio-São Paulo en 1963.
Avec l'équipe du Brésil olympique, il remporta la médaille d'or aux Jeux panaméricains de 1963 disputés à São Paulo. 

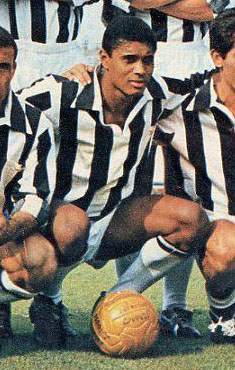
Nené à la Juventus en 1963

Avec son club la même année, il partit en tournée en Europe, et, lors d'un match contre la Juventus d'Omar Sivori au Comunale de Turin le 26 juin 1963, où Nené inscrivit un triplé, sa prestation fut fortement remarquée par les dirigeants bianconeri (dont Giampiero Boniperti qui aima ses mouvements). En 1963, il quitta donc Santos pour rejoindre la société bianconera (y jouant son premier match le 15 septembre 1963 lors d'une victoire 3-1 sur SPAL). Le 2 octobre 1963, il devient le premier buteur bianconero de l'histoire de la Coupe des villes de foires (ancêtre de la Coupe UEFA), avec son but à la 32e minute du match des 16e-de-finale de la Coupe des villes de foires 1962-63 contre les yougoslaves de l'OFK Belgrade (victoire 2-1) Après une saison 1963-1964 moyenne, où il inscrivit tout de même 11 buts en 28 matchs de championnat, la Juve décide de se séparer de lui.
Il fut ensuite vendu au Cagliari Calcio (pour un deal de 600 millions de lires sur 4 ans) où il fut placé par l'entraîneur Arturo Silvestri en tant qu'ailier droit. Il s'impose rapidement au club, devenant titulaire indiscutable, et fut l'un des principaux acteurs de l'unique scudetto du club, acquis lors de la saison 1969-1970. Il finit sa carrière après 13 saisons consécutives sous le maillot rossoblu en Serie A (311 matchs de Seri A, record du club à l'époque).

### Entraîneur
Après la fin de sa carrière de joueur, il resta vivre à Cagliari, où il commença une carrière d'entraîneur. Il débute avec la Primavera (équipes de jeunes) de la Fiorentina, avec qui il remporta de nombreux titres, le Campionato Primavera, la Coppa Italia Primavera et le Torneo di Viareggio (en une année, 1979).
Il entraîna ensuite en Serie C1 la Paganese puis en Serie C2 le Sant'Elena Quartu.
Préférant entraîner les jeunes, il retourne alors ensuite à la Primavera, mais cette fois dans son ancien club du Cagliari Calcio, avant d'ensuite retourner à la Juventus, d'abord comme entraîneur des équipes de jeunes bianconeri puis comme observateur.

### Commentateur sportif
Il fut ensuite commentateur sportif à la radio pour des chaînes et émissions spécialisés italiennes, commentant par exemple les matchs du Brésil durant la coupe du monde 1994 sur Radio DeeJay, puis en 1998 sur Radio Due. Il travailla ensuite sur Italia 1.

## Statistiques dans les clubs italiens
| Saison    | Club     | Championnat | Championnat | Championnat |
| Saison    | Club     | Compétition | Matchs      | Buts        |
| --------- | -------- | ----------- | ----------- | ----------- |
| 1963-1964 | Juventus | A           | 28          | 11          |
| 1964-1965 | Cagliari | A           | 26          | 5           |
| 1965-1966 | Cagliari | A           | 28          | 1           |
| 1966-1967 | Cagliari | A           | 32          | 4           |
| 1967-1968 | Cagliari | A           | 27          | 5           |
| 1968-1969 | Cagliari | A           | 30          | 1           |
| 1969-1970 | Cagliari | A           | 28          | 3           |
| 1970-1971 | Cagliari | A           | 30          | 1           |
| 1971-1972 | Cagliari | A           | 27          | 1           |
| 1972-1973 | Cagliari | A           | 28          | 1           |
| 1973-1974 | Cagliari | A           | 22          | -           |
| 1974-1975 | Cagliari | A           | 20          | 1           |
| 1975-1976 | Cagliari | A           | 13          | -           |
| Totale    | Totale   | Totale      | 339         | 34          |

## Palmarès

### Palmarès de joueur
| Santos FC - Coupe intercontinentale (1) : - Vainqueur : 1962. - Copa Libertadores (2) : - Vainqueur : 1962 et 1963. - Championnat de São Paulo (2) : - Champion : 1961 et 1962. - Taça Brasil (2) : - Vainqueur : 1961 et 1962. - Tournoi Rio-São Paulo (1) : - Vainqueur : 1963. |  | Cagliari - Championnat d'Italie (1) : - Champion : 1969-70. |

### Palmarès d'entraineur
| Fiorentina - Championnat Primavera (1) : - Champion : 1979-80. - Coppa Italia Primavera (1) : - Vainqueur : 1979-80. - Torneo Mondiale di Viareggio, Coppa Carnevale (1) : - Vainqueur : 1979. |  | - Torneo Internazionale Città di Port-de-Bouc (1) : - Vainqueur : 1979. - Torneo Internazionale S.Teresa di Gallura (1) : - Vainqueur : 1980. |